# Alpicella
Alpicella is een plaats (frazione) in de Italiaanse gemeente Varazze.